# Gladiolus saundersii
Gladiolus saundersii là một loài thực vật có hoa trong họ Diên vĩ. Loài này được Hook.f. miêu tả khoa học đầu tiên năm 1870.